# Arkadij Wolski

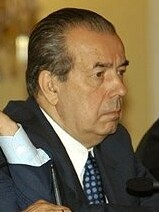
2003

Arkadij Iwanowicz Wolski (ur. 15 maja 1932 w obwodzie homelskim, zm. 9 września 2006) – rosyjski polityk i inżynier hutniczy.

## Życiorys
Absolwent Moskiewskiego Instytutu Stali i Stopów. Od 1983 do 1985 doradca sekretarza generalnego KC KPZR. Od 1988 do 1989 kierownik wydziału KC KPZR i równocześnie przedstawiciel KPZR i Prezydium Rady Najwyższej ZSRR w Nagorno-Karabaskim Okręgu Autonomicznym (NKOA) Azerbejdżańskiej Socjalistycznej Republice Radzieckiej (SRR). Od 1989 do 1990 przewodniczący Komitetu ds. Zarządzania NKOA. Od 1990 do 1992 prezydent Stowarzyszenia Naukowo-Przemysłowego. W 1991 został zastępcą kierownika Komitetu ds. Operatywnego Zarządzania Gospodarką Narodową ZSRR. Od 1992 był prezydentem Rosyjskiego Związku Przemysłowców i Przedsiębiorców.